# Estação Piabetá
Piabetá é uma estação de trens metropolitanos do ramal de Vila Inhomirim da SuperVia, localizada no bairro homônimo do distrito de Vila Inhomirim, no município de Magé, na Baixada Fluminense, região do Grande Rio, Estado do Rio de Janeiro.
O trecho do ramal de Vila Inhomirim compreendido entre as estações Piabetá e Vila Inhomirim (última estação desta linha) fazia parte da Estrada de Ferro Mauá, a primeira ferrovia do Brasil, que se iniciava na Estação Guia de Pacobaíba, às margens da Baía de Guanabara, e seguia até Raiz da Serra, local onde hoje termina o ramal da SuperVia.